# Шестоднев Иоанна, экзарха Болгарского
Шестоднев Иоанна, экзарха Болгарского — славянский Шестоднев, экзегетический религиозно-философский и богословский памятник, написанный болгарским экзархом Иоанном (вторая половина IX века — первая треть X века) и излагающий православное толкование библейского учения о мироздании. Одно из ранних произведений славянской литературы. Способствовало знакомству славянской культуры с античной и оказал большое влияние на развитие духовной жизни Руси.
Представляет собой рассказ о мире, природе, растениях, животных и человеке, построенный как комментарий к библейскому рассказу книги Бытие о сотворении мира. Шесть частей-слов произведения соответствуют шести дням акта творения. Содержит богатое собрание античных и средневековых «естественнонаучных» сведений и натурфилософских представлений.

## История
Иоанн был болгарским писателем и переводчиком следующего за Кириллом и Мефодием поколения. Текст памятника был составлен в Болгарии в конце IX — начале X века. На Русь памятник попал не позднее XI века. Основой для его написания послужили другие Шестодневы — Василия Великого, Севериана Гавальского, Феодорита Кирского. Древнейший сохранившийся список — сербский, 1263 года. Старейшие русские списки относятся к XV веку.

## Содержание
Шестоднев Иоанна состоит из пролога и шести слов. Представляет собой перевод-компиляцию Шестодневов Василия Великого, Севериана Гавальского, различных сочинений Григория Богослова, Григория Нисского, Иоанна Златоуста, Иоанна Дамаскина, Феодорита Кирского, а также Аристотеля, Парменида, Демокрита, Диогена, Фалеса, Платона и других «эллинских» философов, дополненный самим переводчиком-компилятором.
В прологе автор пишет, что он не сам сочинил эти шесть слов, а заимствовал по смыслу или буквально у разных писателей, главным образом «от Ексамера святого Василиа» (то есть из Гексамерона — Шестоднева Василия Великого); что ему приходилось когда-либо читать, то он и соединил, а недостающее дополнил своими словами, словно бревенчатый дом с мраморным полом, построенный из чужого материала, он покрыл единственно имевшейся в его распоряжении соломой. В прологе и в предисловии к шестому слову, также написанном самим компилятором, где речь идет о человеке, выражен основной пафос этого и всех прочих Шестодневов — изумление природой и устройством человека; здесь содержится также описание княжеского двора, предположительно двора болгарского князя Симеона. Этому князю, любителю литературы и покровителю просвещения, Иоанн и посвятил свой Шестоднев. Симеон погиб в 927 году, поэтому Шестоднев был создан ранее.
В памятнике изложены основы теолого-рационалистического христианского мировоззрения, а также представлены обширные сведения из различных областей знания того времени, восходящих к Античности, — философия, астрономия, география, физика и ботаника. Автор произведения старается сочетать библейский креационизм с древнегреческими философскими представлениями о зарождении мира из четырёх первичных элементов — воздуха, воды, земли и огня. В духе христианского единобожия Иоанн излагает учение древнегреческого философа Аристотеля о причинах и первоначалах всего сущего. Также он знаком с положениями спора о природе эфира между Платоном и Аристотелем. Автор последовательно критикует философские взгляды Парменида, Демокрита, Диогена, Фалеса, при этом довольно подробно характеризуя. В вопросах устройства мироздания Иоанн придерживается воззрений Аристотеля и Птолемея, согласно которым Земля находится в центре сферических небесных кругов. Геоцентрическая схема размещения светил на сферических небесах-поясах положена в основу исчисления лунного и солнечного календарей. Иоанн, следуя античным идеям шарообразности Земли и постоянстве эклиптики Солнца, излагает учение о климатических зонах.

## Значение
Шестоднев Иоанна Экзарха для славян долгое время являлся едва ли не главным источником сведений по естествознанию. Хотя старейшие русские списки относятся к XV веку, влияние Шестоднева Иоанна на русскую литературу прослеживается уже начиная с XI века. К нему, в частности, восходят восхищение мирозданием, идеи, что каждый должен быть доволен своим уделом и что леность — мать всякому злу, выраженные в «Поучении» Владимира Мономаха, и художественный метод описания Русской земли в «Слове о погибели Русской земли». В XVII веке Шестоднев Иоанна Экзарха использовал в своих сочинениях ценивший его протопоп Аввакум.

## Издания
- Шестоднев, составленный Иоанном экзархом Болгарским // Чтения в Обществе истории и древностей российских. — 1879. — Кн. 3;
- Соболевский А. И. Шестоднев Кирилла Философа // Известия Отделения русского языка и словесности Академии наук. — 1901. — Т. 6. — Вып. 2. — С. 177—202;
- Aitzetmüller R. Das Hexaemeron des Exarchen Johannes. Graz, 1958—1975. Vol. 1—7;
- Из «Шестоднева» Иоанна экзарха болгарского / Подготовка текста, перевод и комментарии Г. М. Прохорова // Библиотека литературы Древней Руси / РАН, Институт русской литературы (Пушкинский Дом); Под ред. Д. С. Лихачёва, Л. А. Дмитриева, А. А. Алексеева, Н. В. Понырко. — СПб. : Наука, 1999. — Т. 2 : XI—XII века. — 555 с.